# Alda Simón
Alda Simón de Bergara mer känd som Alda Simón, född 1 november 1928 i Montevideo i Uruguay, död 26 maj 2001 i Lund, var en uruguayansk författare som skrev på spanska.
Hon förföljdes och trakasserades i hemlandet, och mellan 1972 och 1974 satt hon fängslad. Hon kom till Sverige som politisk flykting 1984.
Simón skrev både dikter och noveller och hennes språk har beskrivits som poetiskt.
Hon var även aktiv som skribent i olika tidskrifter, både nationella och internationella, bland annat på svenska i tidskriften Invandrarrapport och på spanska i tidskriften Invandraren.